# Eucereon nervulum
Eucereon nervulum là một loài bướm đêm thuộc phân họ Arctiinae, họ Erebidae.